# Hôn nhân cùng giới ở New Brunswick
Hôn nhân cùng giới đã hợp pháp tại New Brunswick. Tỉnh bang Canada đã bắt đầu cấp giấy phép kết hôn cho các cặp cùng giới vào ngày 4 tháng 7 năm 2005, theo phán quyết của tòa án ngày 23 tháng 6.

## Hậu cảnh
Sau một số phán quyết của tòa án ở các tỉnh và vùng lãnh thổ khác công nhận quyền kết hôn của các cặp cùng giới, Bộ trưởng Tư pháp của New Brunswick Brad Green công bố vào tháng 9 năm 2004 rằng Chính phủ New Brunswick sẽ không tuân theo bước chân của Nova Scotia trong việc kết hôn giấy phép cho các cặp cùng giới. Ông lập luận rằng định nghĩa này là vấn đề liên bang và tỉnh sẽ chỉ công nhận hôn nhân giữa nam và nữ cho đến khi Chính phủ Liên bang đưa ra một định nghĩa khác (như cuối cùng đã làm với Đạo luật hôn nhân dân sự năm 2005).
Tuy nhiên, Thủ tướng Bernard Lord chỉ ra rằng nếu và khi Chính phủ Liên bang thông qua luật đó, Chính phủ của ông sẽ tuân thủ. Anh ta cũng cho biết anh ta sẽ tuân thủ phán quyết của tòa án, mặc dù anh ta cá nhân phản đối hôn nhân cùng giới.

## Phán quyết của tòa án
Vào tháng 4 năm 2005, bốn cặp cùng giới đã đệ đơn kiện lên tòa án chống lại chính sách của Chính phủ về việc từ chối giấy phép kết hôn với các cặp cùng giới. Các cặp vợ chồng bao gồm người ủng hộ quyền đồng tính nổi tiếng ở New Brunswick, Art Vautour-Toole và ông xã Wayne Toole (người đã kết hôn ở Ontario), cũng như Catherine Sidney và Bridget McGale và hai cặp vợ chồng khác.
Vào ngày 23 tháng 6 năm đó, Thẩm phán Judy Clendenning của Tòa án Nữ hoàng New Brunswick trong Moncton phán quyết rằng việc tỉnh không cấp giấy phép kết hôn cho các cặp cùng giới là vi phạm quyền Hiến chương, theo phán quyết của tòa án ở các tỉnh khác. Cô đã cho phép một thời gian ân hạn mười ngày cho Chính phủ, sau đó nó phải bắt đầu cấp giấy phép kết hôn cùng giới. Điều này chưa đầy một tháng trước khi Nghị viện thực hiện hôn nhân cùng giới hợp pháp trên khắp Canada.
Các giấy phép mới đã có sẵn vào ngày 4 tháng 7.

## Pháp luật tỉnh
Vào tháng 3 năm 2007, Hội đồng lập pháp của New Brunswick đã sửa đổi Đạo luật Dịch vụ Gia đình (tiếng Pháp: Loi sur les services à la famille) bằng cách cho phép nhận con nuôi chung bởi "đối tác pháp luật chung", bao gồm các cặp cùng giới. Các sửa đổi có hiệu lực vào ngày 1 tháng 2 năm 2008.
Vào tháng 12 năm 2008, sửa đổi Đạo luật Hôn nhân (tiếng Pháp: Loi sur le mariage) và nhiều hành vi khác đã được thực hiện bằng cách đánh bật "vợ chồng" và thay thế "hai người".

## Dư luận
Một cuộc thăm dò CROP năm 2017 cho thấy 78% công chúng New Brunswick ủng hộ hôn nhân cùng giới, 22% phản đối.  
Trên toàn quốc, 74% người Canada có cùng quan điểm, trong khi 26% không đồng ý.